# 雷金纳德·施勒特
雷金纳德·施勒特（英語：Reginald Schroeter，1921年9月11日—2002年7月30日），加拿大男子冰球运动员，场上位置是前锋。他曾代表加拿大参加1948年冬季奥林匹克运动会冰球比赛，获得一枚金牌。